# Rami Jaffee

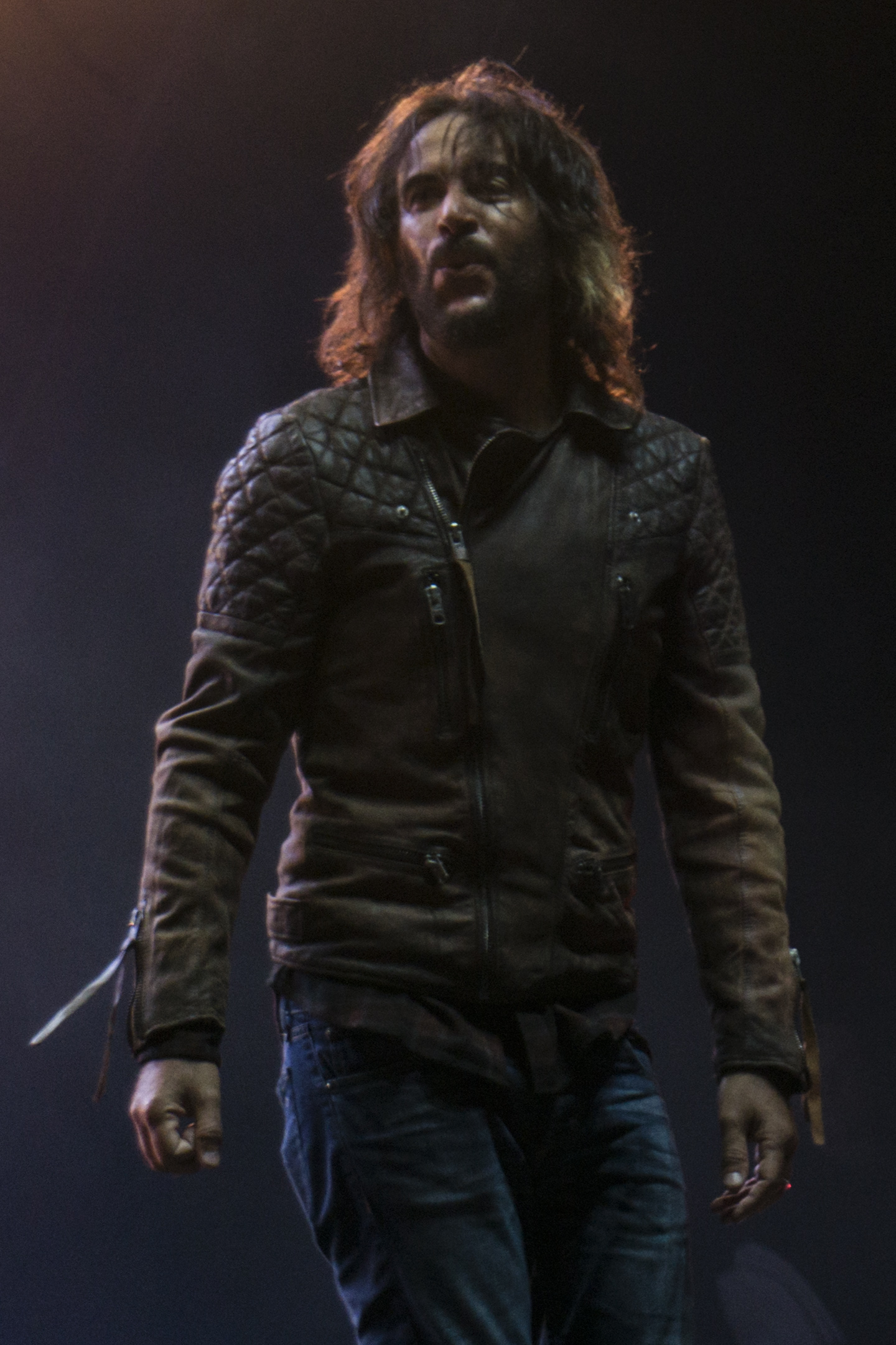
Rami Jaffee

Rami Jaffee (nacido el 11 de marzo de 1969) es el pianista y organista de la banda californiana The Wallflowers, que comparte con Jakob Dylan. Desde 2017, es miembro oficial de la banda oriunda de Seattle, Foo Fighters.

## Biografía
Rami Jaffee, nacido el 11 de marzo de 1969, en Los Ángeles, es más conocido como el tecladista de The Wallflowers y el trabajo de varias bandas y artistas como Foo Fighters, Pete Yorn, Soul Asylum, Pearl Jam, Stone Sour, Arturo José y Coheed and Cambria.
Jaffee compró su primer teclado a los 13 años. Pronto empezó a tocar con varias bandas locales mientras asistía a Fairfax High School. Durante sus años de escuela secundaria, que solía pasar mucho tiempo en el Deli de Canter, por la calle de su escuela secundaria en la avenida Fairfax. Deli de Canter, o más específicamente, la sala de kibitz (una pequeña barra en la parte trasera de la tienda de comestibles), ha demostrado ser una influencia importante en la carrera musical de Rami.
Rami asistió brevemente a la universidad de Santa Mónica después de la secundaria, pero decidió que iba a aprender más de la experiencia continua de la reproducción de música en vivo. Él comenzó a hacer un nombre por sí mismo en y alrededor de Los Ángeles como desarrolló su sonido del teclado único, mientras jugaba con un número de bandas locales. Pronto Rami estaba en gran demanda de trabajo en el estudio.
Alrededor de 1989, Jakob Dylan y su amigo Tobi Miller formó un grupo de "Las Manzanas". Ellos estaban buscando un tecladista. Mientras que preguntar por ahí, el nombre de Rami Jaffee constantemente se acercó, pero fue rechazada debido a su reputación de no unirse a los grupos. Jaffee oído hablar de la búsqueda de Dylan a través de un amigo en común, y después de escuchar a su cinta de demostración se unió rápidamente. Rami se unió a la necesidad de reproducir música, en lugar de alcanzar el éxito.
Unas semanas más tarde las manzanas había cambiado su nombre por el de The Wallflowers, y jugó en varios clubes locales. Sus actuaciones les valió su primer contrato discográfico con Virgin Records. En 1992, The Wallflowers lanzaron su primer álbum homónimo.
Viajaron extensivamente a través de los EE. UU. y Canadá en 1992 y la primavera de 1993. Abrieron para bandas como Cracker, The Spin Doctors y 10,000 Maniacs y encabezaron algunos shows propios. Cuando regresó a su casa hubo una reorganización en la Virgen y se perdió los dos contactos que originalmente se había interesado en el talento de la banda. El álbum no fue un gran vendedor y la banda pronto sintió que la Virgen había perdido el interés en ellos. Además, la Virgen comenzó a tratar de utilizar el nombre de Dylan para vender discos, una táctica de la banda, y, especialmente, Jakob, se negó a atender. Finalmente se pidió que se le dejó salir de su contrato. Virgen estuvo de acuerdo y se fueron en el verano de 1993. Por desgracia, el rumor de que la banda era "difícil", lo que llevó a casi un año de desinterés de las compañías discográficas. Rami explica:
"Yo estaba viviendo en casa y no había dinero para nada me gustaría tratar de explicar a los amigos que [para salir de nuestro contrato]. Pero el fondo era que no teníamos mucho más que, tenía una cierta fe en la reproducción de música de Jakob, sin embargo. en algún lugar entre, 'Oh, esto es, sin duda va a estallar ", y" no me importa si alguna vez va a ninguna parte, me encantan estas canciones y quiero jugar con él '".
Durante el período de sequía, Rami mantiene que la fe en Jakob y en los Wallflowers. Él pagaba las cuentas mediante la entrega de pizza para Damiano (cruzando la calle de Deli Canter) y jugando con artistas locales como El Vez. A pesar de sus apariciones en las sesiones fueron cada vez más frecuentes, y tuvo algunas oportunidades turísticos atractivos (por ejemplo, con Lenny Kravitz), Rami tenía que tomar algunas decisiones difíciles. "Jakob siempre estaba escribiendo, tratando de mantener las cosas en marcha. Siempre estaba jugando y haciendo sesiones a fin de mes ... Me siguió negando todo lo que me llevaría lejos de Jacob", dijo Rami (Exponente judío, 1998 ). También fue obvio para Rami que tenía algo que ofrecer a Jakob y la banda ... y sobre todo las canciones. "Yo creo en estas canciones y yo estoy aquí por la duración, porque nadie está escribiendo canciones como éstas más , canciones que tienen espacio para un órgano Hammond y yo. "La dedicación de Rami se mantuvo fuerte, incluso en un contexto de incertidumbre con los contratos de registro y la pertenencia a la banda. En 1994, se firmaron los Wallflowers por Interscope Records y comenzó a trabajar en su segundo lanzamiento. Al mismo tiempo, Rami se encontraba en alta demanda como músico de estudio, de trabajo con frecuencia para otros artistas con los productores Paul Fox (quien produjo el debut de los Wallflowers), Hyde Matt, y Neigher Rick. Rami tomó nada por sentado. Como resultado de 1996 trajo nuevos álbumes de artistas como Rickie Lee Jones, las prostitutas, Tina y el Movimiento de la cara B, Andreone Leah, Chalk Farm, y Phil Cody, todo con el nombre de Jaffee en las notas de su trazador de líneas (a menudo mal escrito). También fue lanzado en 1996 fue la liberación de los Wallflowers de segundo año, "Bringing Down the Horse", que llegó a vender más de 5 millones de copias.
La extensa gira y la promoción que siguió al lanzamiento del álbum los ayudó a obtener el reconocimiento. Entre 1996 y 1997, The Wallflowers se presentaron en todas las revistas del sector, recibió apoyo radial abundante, apareció con frecuencia en la televisión, y obtuvo varias nominaciones de premios. En 1997, la vida personal de Rami también ha cambiado. Su primer hijo nació. Dejó la gira a mediados de julio de 1997, sobre el permiso parental. Chris Joyner llenado de Rami, hasta que regresó en septiembre.
En 1998, The Wallflowers regresó al estudio para grabar "Héroes" para la banda sonora de Godzilla, que les valió otra nominación al Grammy de ese año.
Después del lanzamiento de "Bringing Down the Horse", continuó su trabajo de estudio Rami fuera, jugando con Everclear, Grant Lee Buffalo, Richie Sambora, Macy Gray, Jeremy Toback, Joe Henry, Melissa Etheridge y Garth Brooks.
A finales de 1998, cuando la gira de The Wallflowers, finalmente comenzó a disminuir, Rami ampliado su talento musical y comenzó a producir a su amigo y compañero de sello anterior, Phil Cody. Sus créditos de producción incluyen a Andy Si el álbum "Memories of Connecticut" y la banda de "El color verde" 's 5 PE canción. Rami formó un equipo de producción con su compañero Greg Richling Wallflower.
En septiembre de 2000, la banda emprendió el camino de nuevo en apoyo de "Violación", publicado el 10 de octubre de 2000. Aspectos destacados de la gira incluye actos como la apertura de Minibar y John Doe, así como el honor de abrir shows para los veteranos Tom Petty y los Heartbreakers y la OMS. La gira finalizó el 09.22.01 incumplimiento en Noblesville, IN-terminando una serie de fechas de apertura de John Mellencamp.
En noviembre de 2002, The Wallflowers lanzó su cuarto álbum "Red Letter Days". La banda realizó giras en 2002/2003, con algunas apariciones después, en 2004, incluyendo un concierto a bordo de la USS Stennis, a un portaaviones en el mar.
Con un nuevo baterista, la banda lanzó "Rebel, Sweetheart", su quinto álbum, el 24 de mayo de 2005.
En la actualidad lidera la banda de la casa en el Talk Show Fran Drescher y copropietario de un estudio de grabación llamado Estudios Fonogenic en el valle de San Fernando.

## Discografía (parcial)
| Año  | Banda                           | Título de álbum                                                     | Discográfica                     | Instrumento                                  |
| ---- | ------------------------------- | ------------------------------------------------------------------- | -------------------------------- | -------------------------------------------- |
| 1992 | The Wallflowers                 | The Wallflowers                                                     | Virgin                           | Piano, órgano Hammond                        |
| 1993 | Darlene & Co                    | Absence of Uniformity                                               | Sovereign                        | –                                            |
| 1994 | El Vez                          | How Great Thou Art                                                  | Sympathy for the Record Industry | Hammond Organ                                |
| 1994 | El Vez                          | Fun in Español                                                      | Sympathy for the Record Industry | Hammond Organ                                |
| 1994 | Victoria Williams               | Loose                                                               | Atlantic                         | Hammond Organ                                |
| 1995 | Edwin McCain                    | Honor Among Thieves                                                 | Lava/Atlantic                    | Hammond Organ                                |
| 1996 | Tina & the B-Side Movement      | Salvation                                                           | Sire/Elektra                     | Piano, Hammond Organ, Farfisa                |
| 1996 | El Vez                          | Never Been To Spain (Until Now)                                     | Munster                          | Keyboards                                    |
| 1996 | Phil Cody                       | The Sons of Intemperance Offering                                   | Interscope                       | Piano, Accordion, Hammond Organ, Mellotron   |
| 1996 | The Wallflowers                 | Bringing Down the Horse                                             | Interscope                       | Organ, Piano                                 |
| 1996 | Chalk FarM                      | Notwithstanding                                                     | Columbia                         | Accordion                                    |
| 1996 | Leah Andreone                   | Veiled                                                              | RCA                              | Organ                                        |
| 1996 | The Hookers                     | Calico                                                              | RCA                              | Piano, Accordion, Hammond Organ              |
| 1996 | Rickie Lee Jones                | Music from Party of Five                                            | Reprise                          | –                                            |
| 1997 | The Wallflowers                 | KCRW Rare on Air, Vol. 3                                            | Mammoth                          | Piano                                        |
| 1997 | The Honeyrods                   | The Honeyrods                                                       | Capricorn                        | Piano, Wurlitzer                             |
| 1997 | Everclear                       | So Much for the Afterglow                                           | Capitol                          | Vox Organ                                    |
| 1997 | Uma                             | Fare Well                                                           | Refuge                           | Piano, Hammond Organ, Vox Organ, Optigan     |
| 1997 | Soul Asylum                     | I Know What You Did Last Summer                                     | Sony Columbia                    | –                                            |
| 1997 | Andy If                         | Road Trip                                                           | CU                               | –                                            |
| 1998 | Richie Sambora                  | Undiscovered Soul                                                   | Mercury                          | Accordion, Hammond Organ, Clapping, Optigan  |
| 1998 | Agents of Good Roots            | One by One                                                          | RCA                              | Organ                                        |
| 1998 | Esthero                         | Breath From Another                                                 | Sony/Works                       | Optigan                                      |
| 1998 | The Wallflowers                 | Godzilla: The Album                                                 | Epic/Sony                        | –                                            |
| 1998 | Scott Thomas Band               | California                                                          | Elektra                          | –                                            |
| 1998 | Grant Lee Buffalo               | Jubilee                                                             | Slash/Warner                     | –                                            |
| 1999 | Chlorine                        | Primer                                                              | Time Bomb/BMG                    | Keyboards                                    |
|      | Matt Brown                      | Morning After Medicine Show                                         | EMI Uncle Green, released 2011   | Keyboards                                    |
| 2000 | The Wallflowers                 | (Breach)                                                            | Interscope                       | Keyboards                                    |
| 2002 | The Wallflowers                 | Red Letter Days                                                     | Interscope                       | Keyboards                                    |
| 2005 | Foo Fighters                    | In Your Honor                                                       | RCA Records/Roswell              | Keyboards                                    |
| 2005 | The Wallflowers                 | Rebel, Sweetheart                                                   | Interscope                       | Keyboards                                    |
| 2006 | Willie Nile                     | Streets of New York                                                 | 00:02:59/Reincarnate             | Hammond Organ                                |
| 2006 | Foo Fighters                    | Skin and Bones                                                      | RCA Records                      | Piano, Organ, Accordion, Keyboard            |
| 2006 | Pete Yorn                       | Westerns EP                                                         | RED Ink/Columbia                 | B-3 Organ, Production                        |
| 2007 | Mike Brown & the Fart Face Band | American Hotel                                                      | Oasis Entertainment              | Hammond Organ, Keyboard                      |
| 2007 | Coheed and Cambria              | Good Apollo, I'm Burning Star IV, Volume Two: No World for Tomorrow | Columbia Records                 | Synthesisers, Piano                          |
| 2007 | Foo Fighters                    | Echoes, Silence, Patience, and Grace                                | RCA Records                      | Accordion, Keyboard                          |
| 2008 | The Fallen Stars                | Where the road bends                                                | Kiss My Squirrel Records         | Hammond Organ, Keyboard, Accordion, Producer |
| 2010 | The Fallen Stars                | Heart Like Mine                                                     | Kiss My Squirrel Records         | Hammond Organ, Keyboard, Accordion           |
| 2011 | Foo Fighters                    | Wasting Light                                                       | RCA Records                      | Keyboards, Organ, Mellotron                  |
| 2012 | The Wallflowers                 | Glad All Over                                                       | Columbia/Interscope              | Keyboards                                    |
| 2013 | Joseph Arthur                   | The Ballad of Boogie Christ                                         | Lonely Astronaut Records         | Organ                                        |
| 2013 | Chuck Ragan                     | Till Midnight                                                       | SideOneDummy                     | Keyboard, Glockenspiel, Accordion            |
| 2014 | Gunash                          | Same Old Nightmare                                                  | Go Down Records                  | Hammond Organ                                |
| 2014 | Foo Fighters                    | Sonic Highways                                                      | RCA Records                      | Keyboards                                    |
| 2015 | Foo Fighters                    | Saint Cecilia (EP)                                                  | RCA Records                      | Keyboards                                    |
| 2016 | Gunash                          | SuperHeroes In Town (EP)                                            | Go Down Records                  | Hammond Organ, Keyboards                     |
| 2017 | Gunash                          | Great Expectations                                                  | Go Down Records                  | Hammond Organ, Keyboards, Artistic Producer  |
| 2017 | Foo Fighters                    | Concrete and Gold                                                   | RCA Records                      | Keyboards                                    |
| 2021 | Foo Fighters                    | Medicine at Midnight                                                | RCA Records                      | Keyboards                                    |
| 2021 | Fury In The Slaughterhouse      | Now (Song "Letter To Myself")                                       | Starwatch Entertainment          | Keyboards                                    |

## Filmografía
| Año  | Película         | Rol      | Notas                                                 |  |
| ---- | ---------------- | -------- | ----------------------------------------------------- |  |
| 2020 | Happily Divorced | Pianista | Cameo en el Capítulo: T02E19 The Biggest Chill (2013) |  |
| 2022 | Studio 666       | Él mismo | Junto a los integrantes de Foo Fighters               |  |

- Datos: Q3073165
- Multimedia: Rami Jaffee / Q3073165

1. ↑  Mentioned in Album Booklet for Good Apollo, I'm Burning Star IV, Volume Two: No World for Tomorrow